# John David Digues La Touche
John David Digues La Touche (* 5. Juni 1861 in Tours; † 6. Mai 1935 auf See bei der Rückkehr aus Mallorca nach Irland) war ein französisch-irischer Ornithologe und Steuerbeamter.

## Leben und Wirken

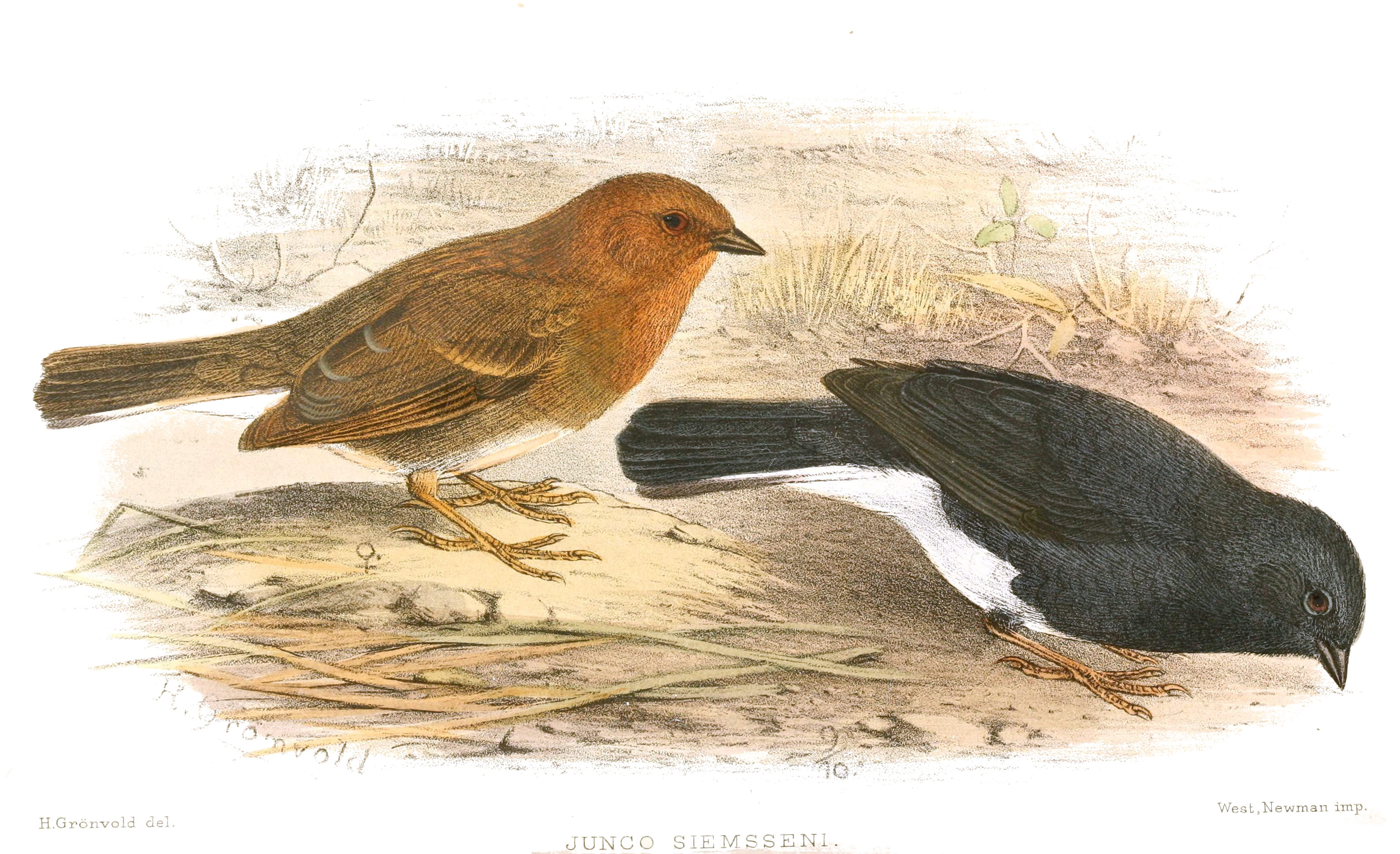
Blauammer illustriert von Henrik Grönvold (1858–1940) als Teil von La Touches Publikation

Sein Vater Charles Jean Digues La Touche (1811–1884) war in Dublin geboren und seine Mutter Marie Appoline geb. de Trouchier französischer Herkunft. Sie heirateten am 13. Juni 1860 in Tours. Der Vater konvertierte zum Katholizismus und zog 1844 nach Tours. In John David Digues La Touches Geburtseintrag in Tours ist sein Name Jean David La Touche eingetragen. John David Digues La Touche heiratete 1896 Caroline Amanda geb. Focken (?–1945) in Shantou, der er 1898 Brachypteryx leucophris carolinae widmete. Sie hatte acht Kinder. Eine Tochter namens Jeanne La Touche (1907–1921), nach der er 1921 Zosterops palpebrosus joannae, ein Synonym für die Gangesbrillenvogel-Unterart Zosterops palpebrosus siamensis Blyth, 1867, und 1922 Heteroxenicus joannae, ein Synonym für die Schwarzkehlnachtigall (Calliope obscura (Berezowski & Bianchi, 1891)), benannte, verstarb im Alter von 14 Jahren an Masern. Seiner Tochter Mary (1907–1973) widmete er 1921 die Rotschwanzsiva-Unterart (Minla ignotincta mariae), seiner jüngsten Tochter Elizabeth (1912–1988) er 1921 die Schwarzbrauen-Breitrachen-Unterart (Serilophus lunatus elisabethae) und 1922 die Graukehl-Papageimeise (Suthora alphonsiana elisabethae). Des Weiteren gab es die Kinder Charlotte (1899–1906), John (1909–1984), Robert (1902–1939), David (1904–1990), Charles (1904–1990).
Seine Ausbildung genoss John David Digues La Touche in Downside Abbey, und schon mit einundzwanzig Jahren diente er für das imperiale Seezollamt (Imperial Maritime Customs Service), das damals die wichtigste Steuerbehörde des chinesischen Staates war. Für dieses war er bis zu seiner Pensionierung im Juni 1921 tätig. Im Ruhestand zog er nach Irland, wo er sich eine Residenz im Townland Kiltimon im County Wicklow kaufte. Im Winter 1934 reiste er nach Mallorca und verstarb bei seiner Rückreise auf dem Meer.
La Touche war allgemein an Naturkunde interessiert, aber seine Leidenschaft galt vor allem dem Gebiet der Ornithologie. Während seiner Zeit in China beobachtete und sammelte er mit großer Leidenschaft Vögel. Seine erste Publikation aus dem Jahre 1887 beschäftigte sich mit den Vögeln aus Fuzhou. 1892 folgte dann eine längere Abhandlung über die Vogelwelt in der Nachbarschaft von Fuzhou und Shantou. Gemeinsam mit Charles Boughey Rickett publizierte er 1905 über die in der Provinz Fujian brütenden Vögel. Ein Jahr später folgte ein Bericht über die Vögel von Zhenjiang am Unterlauf des Jangtsekiang. Mit William Robert Ogilvie-Grant kollaborierte er 1907 bei einer Publikation zur Avifauna auf Formosa. Die nächsten Kriegsjahre beschränkten sich seine Schreibaktivitäten auf wenige kurze Artikel über chinesische Vögel. Erst 1920 folgte wieder eine längere Abhandlung über die Vogelwelt im Nordosten der Provinz Zhili, gefolgt 1922 zu den Vögeln aus der Provinz Hubei. 1923 begann er eine längere Abhandlung über die Vögel im Südosten der Provinz Yunnan. Sein größtes Werk waren sicherlich die zwei Bände des Handbook of the Birds of Eastern China.
Es war La Touche, der 1913 die Blauammer (Junco siemsseni Martens, GH, 1906) wiederentdeckte und erstmals ein Weibchen zur Illustration zur Verfügung stellte. Seine Beiträge zum Vogelzug auf der Insel Shaweishan im Jahr 1911 und Qinhuangdao 1914 brachten die ersten verlässlichen Daten von diesen Stationen zu diesem Thema. Seine wertvolle chinesische Vogelsammlung ging nach der Fertigstellung seines Handbook of the Birds of Eastern China an das Louis Agassiz Museum of Comparative Zoology.

## Mitgliedschaften
Seit 1921 wurde er zum korrespondierenden Fellow der American Ornithologists’ Union (A.O.U.) gewählt. Seit 1892 war er gewähltes Mitglied der British Ornithologists’ Union und seit 1898 korrespondierendes Mitglied der Zoological Society of London.

## Erstbeschreibungen von John David Digues La Touche
La Touche hat einige Arten und Unterarten, die neu für die Wissenschaft waren, beschrieben.

## Arten
Zu den Arten und Unterarten gehören chronologisch u. a.:
- Davidblauschnäpper (Niltava davidi La Touche, 1907)
- Mandschurenrohrsänger (Acrocephalus tangorum La Touche, 1912)
- Claudialaubsänger (Phylloscopus claudiae (La Touche, 1922))
- Weißschwanz-Laubsänger (Seicercus ogilviegranti (La Touche, 1922))
- Yunnanlaubsänger (Abrornis yunnanensis La Touche, 1922)
- Davidbuschsänger (Locustella davidi (La Touche, 1923))

## Unterarten
Zu den Unterarten gehören chronologisch u. a.:
- Braunkopfalcippe (Fulvetta cinereiceps guttaticollis (La Touche, 1897))
- Meisenyuhina (Yuhina nigrimenta pallida La Touche, 1897)
- Silberbrillen-Laubsänger (Seicercus affinis intermedius (La Touche, 1898))
- Zwergkurzflügel (Brachypteryx leucophris carolinae La Touche, 1898)
- Rostflankenkleiber (Sitta nagaensis montium La Touche, 1899)
- Schuppenkopfgimpel (Pyrrhula nipalensis ricketti La Touche, 1905)
- Rotstirnsibia (Actinodura egertoni ripponi Ogilvie-Grant & La Touche, 1907)
- Fahluferschwalbe (Riparia diluta fohkienensis (La Touche, 1908))
- Burma-Karminflügelhäherling (Liocichla ripponi wellsi (La Touche, 1921))
- Graukehl-Buschtimalie (Stachyris nigriceps yunnanensis La Touche, 1921)
- Graukehl-Papageimeise (Sinosuthora alphonsiana yunnanensis (La Touche, 1921))
- Grauscheitelspecht (Dendrocopos canicapillus obscurus (La Touche, 1921))
- Grauwangenschnäpper (Cyornis poliogenys laurentei (La Touche, 1921))
- Kobaltblauschnäpper (Niltava grandis griseiventris La Touche, 1921)
- Rothalssäbler (Pomatorhinus ruficollis laurentei La Touche, 1921)
- Rotschwanzsiva (Minla ignotincta mariae La Touche, 1921)
- Schwarzbrauen-Breitrachen (Serilophus lunatus elisabethae La Touche, 1921)
- Streifenbrust-Erdtimalie (Pellorneum ruficeps vividum La Touche, 1921)
- Weißfuß-Buschsänger (Hemitesia pallidipes laurentei La Touche, 1921)
- Weißkehl-Spinnenjäger (Arachnothera longirostra sordida La Touche, 1921)
- Bergkohlmeise (Parus monticolus yunnanensis La Touche, 1922)
- Bergprinie (Prinia crinigera parvirostris (La Touche, 1922))
- Braunkopf-Papageimeise (Sinosuthora webbiana elisabethae La Touche, 1922)
- China-Rotschnabelbülbül (Hypsipetes leucocephalus sinensis (La Touche, 1922))
- Goldstirn-Papageimeise (Suthora verreauxi pallida (La Touche, 1922))
- Graukehl-Mennigvogel (Pericrocotus solaris montpellieri La Touche, 1922)
- Malaienprinie (Prinia polychroa bangsi (La Touche, 1922))
- Rotkopf-Laubsänger (Seicercus castaniceps laurentei (La Touche, 1922))
- Rotstirn-Schneidervogel (Orthotomus sutorius inexpectatus La Touche, 1922)
- Jagdfasan (Phasianus colchicus rothschildi La Touche, 1922)
- Weißschwanz-Laubsänger (Seicercus ogilviegranti disturbans (La Touche, 1922))
- David's Fulvetta (Alcippe davidi schaefferi La Touche, 1923)
- Rothalssäbler (Pomatorhinus ruficollis albipectus La Touche, 1923)
- Silberohr-Sonnenvogel (Leiothrix argentauris ricketti (La Touche, 1923))
- Tannenmeise (Periparus ater kuatunensis La Touche, 1923)
- Grauscheitelspecht (Dendrocopos canicapillus nagamichii (La Touche, 1932))

## Dedikationsnamen
Outram Bangs (1863–1932) ehrte ihn 1931 in der Gattung Latoucheornis und 1929 in der Bianchilaubsänger-Unterart (Seicercus valentini latouchei). 1891 benannte Henry Horrocks Slater den Gabelschwanz-Nektarvogel (Aethopyga latouchii) zu seinen Ehren. Charles Boughey Rickett widmete ihm 1900 die Fuchs-Zwergohreulen-Unterart (Otus spilocephalus latouchi), Erwin Stresemann im Jahr 1929 die Streifenbabax-Unterart (Garrulax lanceolatus latouchei), Herbert Deignan im Jahr 1949 die Rußhaubenbülbül-Unterart (Pycnonotus aurigaster latouchei) und Norman Boyd Kinnear im Jahr 1925 die Große Raupenwürger-Unterart (Tephrodornis virgatus latouchei).
Bei der von Andrew Allison (1879–1960) im Jahr 1946 beschriebenen Türkisracken-Unterart (Eurystomus orientalis latouchei) handelt es sich um ein Synonym von Eurystomus orientalis cyanocollis Vieillot, 1819, bei der von Pater Frédéric Courtois (1860–1928) im Jahr 1927 publizierten Singschwan-Unterart (Cygnus (musicus) latouchei) um ein Synonym der Nominatform und bei der von Kuroda Nagamichi 1922 beschriebenen Blaumerle Monticola solitaria latouchei um ein Synonym für Monticola solitarius philippensis (Statius Müller, 1776).
Oldfield Thomas widmete ihm 1920 die La-Touche-Bulldoggfledermaus (Tadarida latouchei) und 1907 den La-Touche-Maulwurf (Mogera latouchei), George Albert Boulenger 1899 die Froschart Hylarana latouchii sowie die Natternart Opisthotropis latouchii.

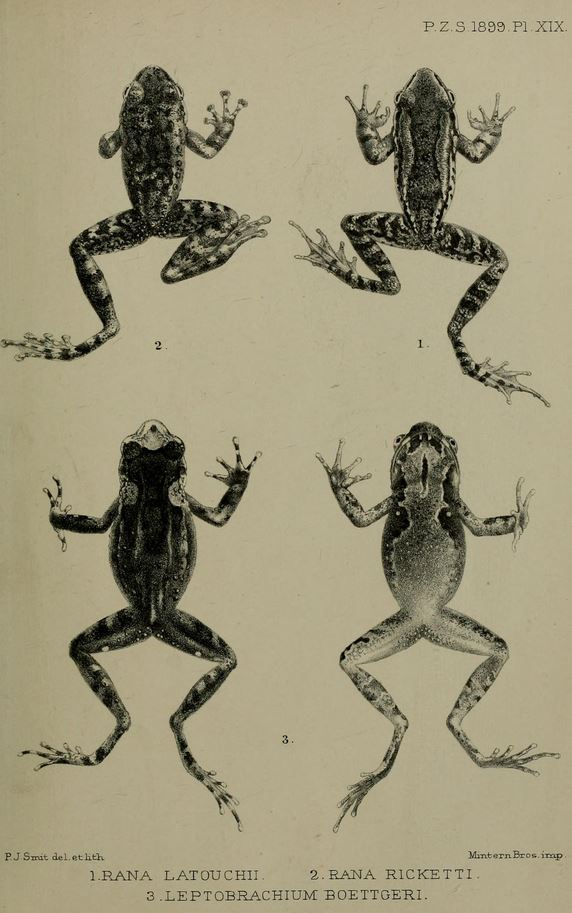
Hylarana latouchii illustriert von Joseph Smit (1836–1929) als Teil der Erstbeschreibung (Figur 1)
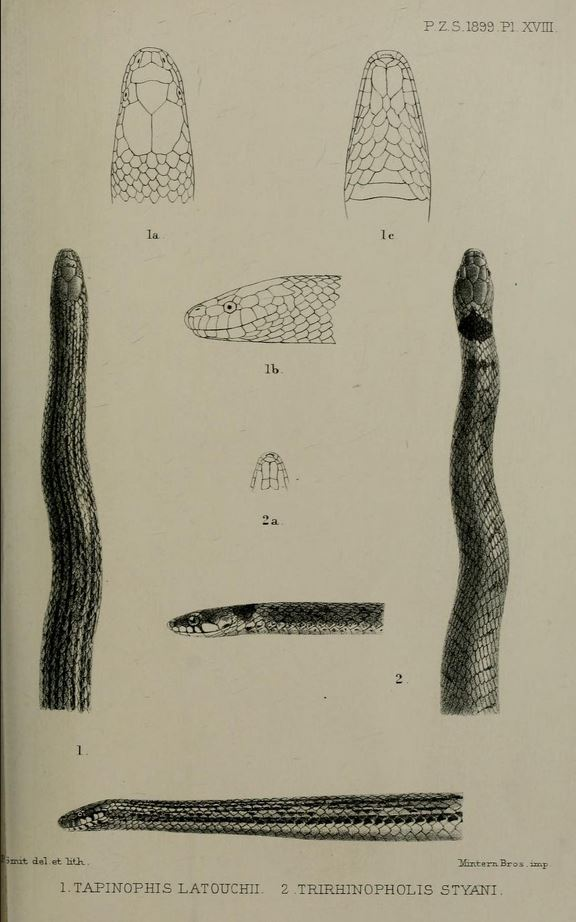
Opisthotropis latouchii illustriert von Smit (Figur 1)

## Publikationen (Auswahl)
- Letter on Mr. F. W. Styan's article on a collection of birds made by me in Foocow. In: The Ibis (= 5). Band 5, Nr. 20, 1887, S. 469–470 (biodiversitylibrary.org).
- On birds collected or observed in the Vicinity of Foochow and Swatow in South-eastern China. In: The Ibis (= 6). Band 4, Nr. 25, 1892, S. 400–430 (biodiversitylibrary.org).
- mit Charles Boughey Rickett: Messrs C. B. Rickett and J. D. La Touche sent for exhibition the following apparently new species of birds of China. In: Bulletin of the British Ornithologists' Club. Band 6, Nr. 45, 1897, S. 50 (biodiversitylibrary.org).
- mit William Robert Ogilvie-Grant: Mr. Ogilvie-Grant exhibited on behalf of Mr. J.D. La Touche an example of a new species of Short wings. In: Bulletin of the British Ornithologists' Club. Band 8, Nr. 56, 1898, S. 9–10 (biodiversitylibrary.org).
- Notes on the Birds of North-West Fohkien. In: The Ibis (= 7). Band 5, Nr. 18, 1899, S. 169–210 (biodiversitylibrary.org).
- Notes on the Birds of North-West Fohkien. In: The Ibis (= 7). Band 5, Nr. 19, 1899, S. 400–431 (biodiversitylibrary.org).
- Notes on the Birds of North-West Fohkien. In: The Ibis (= 7). Band 6, Nr. 21, 1900, S. 34–51 (biodiversitylibrary.org).
- mit Charles Boughey Rickett: Further notes on the Nesting of the Birds in the province of Fokien, S. E. China. In: The Ibis (= 8). Band 5, Nr. 17, 1905, S. 25–67 (biodiversitylibrary.org).
- Mr. J. D. La Touche forwarded the following descriptions of two new birds from China. In: Bulletin of the British Ornithologists' Club. Band 16, Nr. 118, 1905, S. 21 (biodiversitylibrary.org).
- Field-Notes on the Birds of Chinkiang, Lower Yangtse Baasin. In: The Ibis (= 8). Band 6, Nr. 23, 1906, S. 427–450 (biodiversitylibrary.org).
- Field-Notes on the Birds of Chinkiang, Lower Yangtse Baasin – Part II. In: The Ibis (= 8). Band 6, Nr. 24, 1906, S. 617–659 (biodiversitylibrary.org).
- Field-Notes on the Birds of Chinkiang, Lower Yangtse Baasin – Part II. In: The Ibis (= 9). Band 1, Nr. 1, 1907, S. 1–30 (biodiversitylibrary.org).
- Mr. J. D. La Touche sent the description of a new Flycatcher from Fohkien, China. In: Bulletin of the British Ornithologists' Club. Band 21, Nr. 136, 1907, S. 18 (biodiversitylibrary.org).
- Field-Notes on the Birds of Chinkiang, Lower Yangtse Basia Part III. In: The Ibis (= 9). Band 1, Nr. 1, 1907, S. 1–30 (biodiversitylibrary.org).
- mit William Robert Ogilvie-Grant: On the Birds of the Island of Formosa. In: The Ibis (= 9). Band 1, Nr. 1, 1907, S. 151–198 (biodiversitylibrary.org).
- mit William Robert Ogilvie-Grant: On the Birds of the Island of Formosa. In: The Ibis (= 9). Band 1, Nr. 2, 1907, S. 254–279 (biodiversitylibrary.org).
- Mr. J. D. La Touche forwarded the following descriptions of a new species of Sand-Martin from China. In: Bulletin of the British Ornithologists' Club. Band 23, Nr. 145, 1908, S. 17 (biodiversitylibrary.org).
- mit Charles Boughey Rickett: A List of the species of birds collected and observed in the Island of Shaweishan. In: Bulletin of the British Ornithologists' Club. Band 29, Nr. 180, 1911, S. 124–160 (biodiversitylibrary.org).
- On behalf of Mr. J. D. La Touche, Mr. Oglive-Grant exhibited and described a new species of Reed-Warbler which Mr. La Touche proposed to call. In: Bulletin of the British Ornithologists' Club. Band 31, Nr. 182, 1912, S. 10–11 (biodiversitylibrary.org).
- Further Notes on the Birds of China. In: The Ibis (= 10). Band 1, Nr. 2, 1913, S. 263–283 (biodiversitylibrary.org).
- The Spring Migration at Chinwangtao in North-East Chihili. In: The Ibis (= 10). Band 2, Nr. 4, 1914, S. 560–586 (biodiversitylibrary.org).
- mit Ernst Hartert: Dr. Hartert described four new subspecies on behalf of Mr. J. D. La Touche. In: Bulletin of the British Ornithologists' Club. Band 40, Nr. 246, 1919, S. 50–52 (biodiversitylibrary.org).
- Notes on the Birds of North-East Chihli, in North China. In: The Ibis (= 11). Band 2, Nr. 3, 1920, S. 628–671 (biodiversitylibrary.org).
- Notes on the Birds of North-East Chihli, in North China. In: The Ibis (= 11). Band 2, Nr. 4, 1920, S. 880–920 (biodiversitylibrary.org).
- mit Edward Charles Stuart Baker: Mr. Stuart Baker, on behalf of Mr. J. D. La Touche described the following new birds from S. E. Yunnan, S. W. China. In: Bulletin of the British Ornithologists' Club. Band 42, Nr. 262, 1921, S. 13–18 (biodiversitylibrary.org).
- Notes on the Birds of North-East Chihli, in North China. In: The Ibis (= 11). Band 3, Nr. 1, 1921, S. 3–48 (biodiversitylibrary.org).
- Mr. J. D. La Touche communicated the following descriptions of new birds from S. E. Yunnan, S. W. China. In: Bulletin of the British Ornithologists' Club. Band 42, Nr. 263, 1921, S. 29–32 (biodiversitylibrary.org).
- On the Birds of the Province of Hupeh in Central China. In: The Ibis (= 11). Band 4, Nr. 2, 1922, S. 445–471 (biodiversitylibrary.org).
- Mr. J. D. La Touche described the following new birds from S. E. Yunnan, S. W. China. In: Bulletin of the British Ornithologists' Club. Band 42, Nr. 264, 1922, S. 51–55 (biodiversitylibrary.org).
- Mr. J. D. La Touche forwarded the description of a new species of Minivet, which he proposed to call. In: Bulletin of the British Ornithologists' Club. Band 42, Nr. 268, 1922, S. 125 (biodiversitylibrary.org).
- Mr. J. D. La Touche sent the following descriptions of new forms of Chinese birds for publication. In: Bulletin of the British Ornithologists' Club. Band 43, Nr. 271, 1922, S. 20–23 (biodiversitylibrary.org).
- Mr. J. D. La Touche forwarded the following descriptions of new subspecies of Chinese birds. In: Bulletin of the British Ornithologists' Club. Band 43, Nr. 272, 1922, S. 41–45 (biodiversitylibrary.org).
- Mr. J. D. La Touche also sent the following descriptions. In: Bulletin of the British Ornithologists' Club. Band 43, Nr. 280, 1922, S. 172–174 (biodiversitylibrary.org).
- Mr. J. D. La Touche forwarded the following descriptions of the following new subspecies of  birds from China. In: Bulletin of the British Ornithologists' Club. Band 43, Nr. 274, 1923, S. 80–81 (biodiversitylibrary.org).
- Mr. J. D. La Touche sent the following notes and descriptions. In: Bulletin of the British Ornithologists' Club. Band 43, Nr. 280, 1923, S. 168–169 (biodiversitylibrary.org).
- Mr. J. D. La Touche sent the following descriptions of new forms. In: Bulletin of the British Ornithologists' Club. Band 44, Nr. 282, 1923, S. 32–33 (biodiversitylibrary.org).
- On the birds of South-East Yunnan, S.W. China. In: The Ibis (= 11). Band 5, Nr. 2, 1923, S. 300–332, doi:10.1111/j.1474-919X.1923.tb08220.x.
- On the birds of South-East Yunnan, S.W. China. In: The Ibis (= 11). Band 5, Nr. 3, 1923, S. 369–415, doi:10.1111/j.1474-919X.1923.tb08103.x.
- On the birds of South-East Yunnan, S.W. China. In: The Ibis (= 11). Band 5, Nr. 4, 1923, S. 629–645, doi:10.1111/j.1474-919X.1923.tb08228.x.
- On the birds of South-East Yunnan, S.W. China. In: The Ibis (= 11). Band 6, Nr. 2, 1924, S. 284–307, doi:10.1111/j.1474-919X.1924.tb05328.x.
- Handbook of the Birds of Eastern China (Chihli, Shangtung, Kiangsu, Anhwei, Kiangsi, Chekiang, Fohkien, and Kwangtung Provinces). Band 1. Taylor and Francis, London (blsea.nus.edu.sg – 1925–1930).
- Handbook of the Birds of Eastern China (Chihli, Shangtung, Kiangsu, Anhwei, Kiangsi, Chekiang, Fohkien, and Kwangtung Provinces). Band 2. Taylor and Francis, London (blsea.nus.edu.sg – 1931–1934).
- Mr. J. D. La Touche sent the following letter. In: Bulletin of the British Ornithologists' Club. Band 53, Nr. 362, 1932, S. 32–33 (biodiversitylibrary.org).